# Noceto
Noceto är en ort och kommun i provinsen Parma i regionen Emilia-Romagna i Italien. Kommunen hade 13 033 invånare (2018).